# Gilberte Thirion

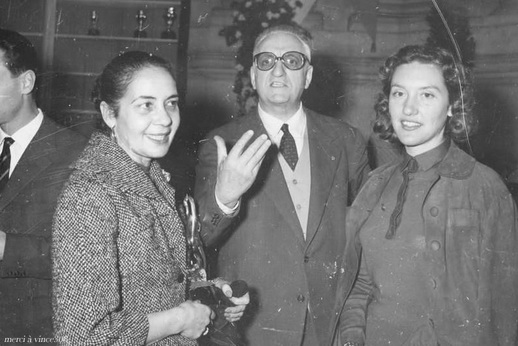
Gilberte Thirion (rechts), mit Anna Maria Peduzzi und Enzo Ferrari, 1956

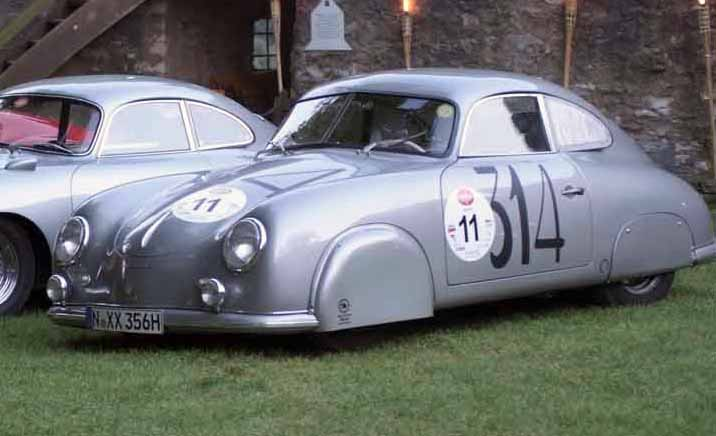
Porsche 356 Coupé Gmünd

Gilberte Thirion (* 8. Januar 1928 in Brüssel; † 21. Mai 2008 in Uccle) war eine belgische Autorennfahrerin.

## Privates
Gilberte Thirion war die Tochter von Max Thirion, einem Unternehmer und Herrenfahrer. Max Thirion repräsentierte den von Albert Champion gegründeten Automobilzulieferer ACDelco in Belgien. Das Unternehmen war vor allem durch die unter dem Markennamen Champion vertriebenen Zündkerzen bekannt. Ihre Mutter Hèlene Houbiers war ein in den 1920er-Jahren in Belgien bekanntes Mannequin. 1932 trennten sich die Eltern und die zehn Jahre alte Gilberte Thirion blieb bei ihrer Mutter. Nach dem Ende des Zweiten Weltkriegs machte sie 1947 eine Ausbildung zur Sekretärin und arbeitete danach im Unternehmen ihres Vaters in der Öffentlichkeitsarbeit.
Am 30. April 1957 heiratete sie in Cannes den französischen Rechtsanwalt Roger Merle. Das Paar hatte drei Kinder, die Töchter Catherine und Laurence sowie den Sohn Bernard. Im Beisein ihrer drei Kinder starb sie im Mai 2008, an Parkinson erkrankt, in einem Altenheim in Uccle. Zu ihrer Bestattung auf dem Friedhof von Braine-l’Alleud, wo sie im Grab ihrer Mutter beigesetzt wurde, kamen Freunde und alte Weggefährten wie Freddy Rousselle, Georges Harris, Georges Hacquin und zwei Töchter von Paul Frère.

## Karriere als Rennfahrerin
Durch die Öffentlichkeitsarbeit für Champion und die Rennleidenschaft ihres Vaters kam Gilberte Thirion rasch mit dem Motorsport in Berührung. Bei der Brüsseler Automobilausstellung 1952, die sie mit ihrem Vater besuchte, war am Stand von Porsche ein 356 Gmünd mit Aluminium-Karosserie ausgestellt. Max Thirion wollte diesen Wagen sofort für seine Tochter kaufen. Zu seinem Bedauern war der Wagen schon an den Verkaufsleiter von Auto Occidental vergeben. Dieser wurde mit dem Porsche nicht glücklich und verkaufte ihn nach nur einem Renneinsatz an Max Thirion, der den Wagen seiner Tochter schenkte und die damit ihre Karriere begann.
Zuerst war sie viermal Beifahrerin ihres Vaters bei Rallyes, ehe sie beim 12-Stunden-Rennen von Casablanca 1952 erstmals selbst fuhr. Während ihrer fünf Jahre dauernden Zeit als Fahrerin gelangen ihr einige bemerkenswerte Erfolge. Gemeinsam mit Nadège Ferrier gewann sie 1956 auf einem Renault Dauphine bei schlechten äußeren Bedingungen die erste Tour de Corse der Motorsportgeschichte. Immer wieder bildete sie mit anderen Fahrerinnen starke Frauengespanne. Bei Rallyes saß meist Ingeborg Polensky, die Ehefrau des Rennfahrers und Rennwagenkonstrukteurs Helmut Polensky, an ihrer Seite. Mit ihr gewann sie dreimal die Damenwertung der Tour de France für Automobile. Mit ihrer engen Freundin Annie Bousquet startete sie bei der Mille Miglia. 1956 gelang ihr bei diesem 1000-Meilen-Rennen eine herausragende Leistung. Sie steuerte einen der vier Werks-Dauphine. Ihre Teamkollegen waren die Grand-Piloten- und Le-Mans-Sieger Maurice Trintignant, Paul Frère und Louis Rosier. Am Ende des Rennens hatte sie alle drei Kollegen hinter sich gelassen und war um 28 Minuten schneller als ihr schnellster männlicher Teamkollege, Trintignant.
1954 bestritt sie gemeinsam mit André Pilette ihr einziges 24-Stunden-Rennen von Le Mans. Ihren letzten Einsatz hatte sie bei einem weiteren Langstreckenklassiker, dem 12-Stunden-Rennen von Sebring 1957, dass sie an der 35. Stelle der Gesamtwertung beendete. Den völligen Rückzug vom Motorsport löste der tödliche Unfall ihrer ehemals engen Freundin Annie Bousquet beim 12-Stunden-Rennen von Reims 1956 aus. Die Beziehung der beiden Frauen hatte durch den als gnadenlos beschrieben Wettbewerbscharakter von Bousquet, der auch vor nahen Freunden nicht Halt machte, gelitten. Ihr Tod war für Gilberte Thirion dennoch ein so schwerer Schlag, das Sebring das letzte Rennen ihrer noch jungen Karriere war.

## Statistik

### Le-Mans-Ergebnisse
| Jahr | Team           | Fahrzeug     | Teamkollege   | Platzierung | Ausfallgrund |
| ---- | -------------- | ------------ | ------------- | ----------- | ------------ |
| 1954 | Equipe Gordini | Gordini T17S | André Pilette | Ausfall     | Zündung      |

### Sebring-Ergebnisse
| Jahr | Team            | Fahrzeug         | Teamkollege    | Teamkollege     | Platzierung | Ausfallgrund |
| ---- | --------------- | ---------------- | -------------- | --------------- | ----------- | ------------ |
| 1957 | Renault Company | Renault Dauphine | Nadège Ferrier | Gabriele Spydel | Rang 35     |              |

### Einzelergebnisse in der Sportwagen-Weltmeisterschaft
| Saison | Team                                            | Rennwagen                                            | 1   | 2   | 3   | 4   | 5   | 6   | 7   |
| ------ | ----------------------------------------------- | ---------------------------------------------------- | --- | --- | --- | --- | --- | --- | --- |
| 1953   | Porsche                                         | Fiat 1100 Porsche 356                                | SEB | MIM | LEM | SPA | NÜR | RTT | CAP |
| 1953   | Porsche                                         | Fiat 1100 Porsche 356                                |     | 64  |     | DNF |     |     |     |
| 1954   | Thirion Bousquet Gordini                        | Gordini T15S Gordini T17S                            | BUA | SEB | MIM | LEM | RTT | CAP |     |
| 1954   | Thirion Bousquet Gordini                        | Gordini T15S Gordini T17S                            |     |     | 55  | DNF |     |     |     |
| 1955   | Gilberte Thirion                                | Gordini T15S                                         | BUA | SEB | MIM | LEM | RTT | TAR |     |
| 1955   | Gilberte Thirion                                | Gordini T15S                                         | 57  |     |     |     |     |     |     |
| 1956   | Renault Gilberte Thirion Equipe Nationale Belge | Renault Dauphine Alfa Romeo Giulietta SV Porsche 550 | BUA | SEB | MIM | NÜR | KRI |     |     |
| 1956   | Renault Gilberte Thirion Equipe Nationale Belge | Renault Dauphine Alfa Romeo Giulietta SV Porsche 550 |     |     | 82  | 16  | 12  |     |     |
| 1957   | Renault                                         | Renault Dauphine                                     | BUA | SEB | MIM | NÜR | LEM | KRI | CAR |
| 1957   | Renault                                         | Renault Dauphine                                     | 35  |     |     |     |     |     |     |